# Małgorzata Borkowska
Małgorzata Borkowska OSB, właśc. Anna Borkowska (ur. 10 listopada 1939 w Warszawie) – polska benedyktynka, historyk i znawczyni historii życia zakonnego, tłumaczka, pisarka, także książek dla dzieci i literatury fantastycznej. Autorka wielu prac historycznych, m.in. „Życie codzienne polskich klasztorów żeńskich w XVII i XVIII wieku”, „Czarna owca”, „Oślica Balaama”, „Sześć prawd wiary oraz ich skutki”, tłumaczka m.in. ojców monastycznych.

## Życiorys
Studiowała filologię polską (magisterium w 1961) i filozofię na Uniwersytecie Mikołaja Kopernika w Toruniu oraz teologię na Katolickim Uniwersytecie Lubelskim. W 1964 wstąpiła do zakonu benedyktynek, w lipcu 1970 złożyła śluby wieczyste. Mieszka w klasztorze benedyktynek w Żarnowcu na Kaszubach przejściowo przebywała także w klasztorze w Staniątkach. W 2011 została doktorem honoris causa Katolickiego Uniwersytetu Lubelskiego. Publikuje m.in. w miesięcznikach „Znak” i „Więź”.

## Twórczość
- Mniszki (Wydawnictwo Znak, Kraków 1980)
- Św. Doroteusz z Gazy. Nauki ascetyczne [tł. z fr., grec.] (Akademia Teologii Katolickiej, Warszawa 1980)
- Gerontikon – Księga Starców (Wydawnictwo Znak, Kraków 1983, ISBN 83-7006-016-1)
- Dekret w niebieskim ferowany parlamencie (Wydawnictwo Znak, Kraków 1984, ISBN 83-7006-081-1)
- Historiografia zakonna a wzorce świętości w XVII w. (wyd. Akademia Teologii Katolickiej, Warszawa 1984) – z Karolem Górskim
- Bożek templariuszy (Wydawnictwo Benedyktynów TYNIEC, Kraków, ISBN 978-83-7354-399-7)
- Gar’Ingawi, wyspa szczęśliwa (Wydawnictwo Literackie, Kraków 1988, ISBN 83-0801-182-9)
- Słownik mniszek benedyktyńskich w Polsce (nakładem Opactwa w Tyńcu, Kraków 1989)
- O prawo dla Boga: spotkanie z matką Mechtyldą (Wydawnictwo Archidiecezji Warszawskiej, Warszawa 1992, ISBN 83-8501-591-4)
- Czarna owca: szkic biografii bł. Kolumby Gabriel (Tyniec – Wydawnictwo Benedyktynów, Kraków 1995, ISBN 83-8543-358-9)
- Abba, powiedz mi słowo... (o Ojcach Pustyni) (Tyniec, Wydawnictwo Benedyktynów, Kraków 1995, ISBN 83-8543-346-5)
- Życie codzienne polskich klasztorów żeńskich w XVII-XVIII wieku (Państwowy Instytut Wydawniczy, Warszawa 1996, ISBN 83-06025-49-0)
- Legenda żarnowiecka: 750 lat Klasztoru w Żarnowcu 1246-1996 (Wydawnictwo Czec, Gdańsk 1996, ISBN 83-9049-506-6)
- Słownik polskich ksień benedyktyńskich (Wydawnictwo Ojców Franciszkanów, Niepokalanów 1996)
- Klasztory dominikańskie w Górze Kalwarii (Towarzystwo Miłośników Góry Kalwarii i Czerska, Góra Kalwaria 1997)
- Przygody rycerza Jerzego (Wydawnictwo Czec, Gdańsk 1997, ISBN 83-906-472-9-X)
- Z dziejów opactwa Cystersów w Wąchocku (wyd. Agencja JP, Kielce 1998)
- Chrystus życiem Marmiona: biografia i wybór tekstów (wyd. Benedyktynów Tyniec, Kraków 2000)
- Halo, pan Bóg? Tu Anna... (Wydawnictwo W Drodze, Poznań 2000, ISBN 83-7033-324-9)
- Twarze Ojców Pustyni (Wydawnictwo Benedyktynów TYNIEC, Kraków, ISBN 978-83-7354-468-0)
- Jednego potrzeba. Medytacje (Wydawnictwo Więź, Warszawa 2001, ISBN 83-88032-28-3)
- Dzieje Góry Kalwarii (wyd. Instytut Wydawniczy Księży Misjonarzy „Nasza Przeszłość”, Kraków 2002)
- Panny siostry w świecie sarmackim (Wydawnictwo Naukowe PWN, Warszawa 2002, ISBN 83-0113-649-9)
- Siostra Marta (wyd. Zgromadzenie Sióstr Miłosierdzia, Kraków 2002)
- Petronela, czyli uwagi monastyczne o Psalmie 119. Cz. 1 (wyd. Alleluja, Kraków 2003)
- Leksykon zakonnic polskich epoki przedrozbiorowej, Tom I – Polska Zachodnia i Północna (Wydawnictwo DiG, Warszawa 2004, ISBN 83-7181-326-0)
- Białe i bure: historia życia monastycznego w dużym skrócie (Wydawnictwo Alleluja, Kraków 2005)
- Leksykon zakonnic polskich epoki przedrozbiorowej, Tom II – Polska centralna i południowa (Wydawnictwo DiG, Warszawa 2006, ISBN 83-7181-398-8)
- Do ciostusieńki dobrodziejki (Wydawnictwo Znak, Kraków 2007, ISBN 978-83-240-0756-1)
- Dzieje Cystersów sulejowskich (Wydawnictwo Instytutu Teologicznego Księży Misjonarzy, Kraków 2008)
- Leksykon zakonnic polskich epoki przedrozbiorowej, Tom III – Wielkie Księstwo Litewskie i Ziemie Ruskie Korony Polskiej (Wydawnictwo DiG, Warszawa 2008, ISBN 978-83-7181-451-8)
- Siostra Marta (Wydawnictwo Instytutu Teologicznego Księży Misjonarzy, Kraków 2008)
- Zakony żeńskie w Polsce w epoce nowożytnej (Wyd. KUL, Lublin 2010)
- Rozważania o wcieleniu Syna Bożego (Wydawnictwo Benedyktynów Tyniec, Kraków 2012)
- Marcybella, czyli Petronela Druga (Alleluja Wydawnictwo Zmartwychwstańców, Kraków 2013)
- Od Radegundy do Julianny (Wydawnictwo Znak, Kraków 2013)
- A w naszym klasztorze (Wydawnictwo Benedyktynów Tyniec, Kraków)
- Życie codzienne polskich klasztorów żeńskich w XVII–XVIII wieku (Wydawnictwo Benedyktynów Tyniec, Kraków)
- Jezus, Syn Ojca (Wydawnictwo Benedyktynów Tyniec, Kraków)
- Rozważania o Wcieleniu Syna Bożego (Wydawnictwo Benedyktynów Tyniec, Kraków)
- Most imienia Ano-Ano (Wydawnictwo Benedyktynów Tyniec, Kraków)
- Oślica Balaama. Apel do duchownych panów (Wydawnictwo Benedyktynów Tyniec), Kraków 2018, ISBN 978-83-7354-770-4.
- Sześć prawd wiary oraz ich skutki (Wydawnictwo Benedyktynów Tyniec), Kraków 2018, ISBN 978-83-7354-784-1.
- Wiślanym szlakiem. Opowieść o jednookiej ksieni Mortęskiej (audiobook), Kraków 2018, ISBN 978-83-7354-793-3.
- Szantopierz i archanioł (Wydawnictwo Benedyktynów Tyniec), Kraków 2018, ISBN 978-83-7354-794-0.
- Jednego potrzeba. Refleksje biblijne (Wydawnictwo Benedyktynów Tyniec), Kraków 2018, ISBN 978-83-7354-798-8.

## Nagrody
- Nagroda KLIO 1997 – II stopnia za monografię: Życie codzienne polskich klasztorów żeńskich w XVII do końca XVIII wieku